# Mariscal José Félix Estigarribia
Mariscal Estigarribia (anteriormente conocido como Fortín General Eliodoro Camacho y Fortín César López de Filippis) es una ciudad y municipio del departamento de Boquerón y se encuentra a unos 525 km de Asunción. 
Es conocida como "El corazón del Chaco" por su ubicación en el medio mismo del Chaco Paraguayo. Debido a esta ubicación estratégica en medio del Chaco Paraguayo varias carreteras pasan por el municipio, entre ellas las más importantes son la ruta PY09 "Transchaco", la ruta PY15 "Bioceánica" y la ruta D024.
También es conocida como "La Ciudad Militar", debido a que el general José Félix Estigarribia trasladó aquí su principal puesto de mando el 31 de julio de 1934, en la última etapa de la Guerra del Chaco, construyendo allí varias edificaciones y convirtiendo el lugar prácticamente en una pequeña ciudad de uso exclusivo militar. 

## Toponimia
Su nombre original de Fortín General Eliodoro Camacho fue puesto por el ejército boliviano en 1928 en honor a Eliodoro Camacho, un destacado militar y político boliviano, combatiente de la Guerra del Pacífico (1879 - 1884).
En 1934 el fortín fue capturado por el ejército paraguayo y fue renombrado como Fortín César López de Filippis.
Posteriormente, en 1944 recibió su nombre actual en honor a José Félix Estigarribia, destacado general y estratega paraguayo que dirigió al ejército paraguayo durante la Guerra del Chaco (1932 - 1935), consiguiendo imponerse ante el ejército boliviano a pesar de la inferioridad numérica y tecnológica, gracias a sus estrategias basadas en la guerra de movimiento, ataques relámpago, emboscadas y tácticas de cercado. Luego de su muerte, fue ascendido póstumamente al grado de mariscal.

## Historia
El 18 de diciembre de 1944, por Decreto Ley N.º 6427, en honor del victorioso conductor de la Guerra del Chaco, la comunidad llamada Fortín Capitán López de Filipis desde 1933, cambió nuevamente de nombre por Mariscal José Félix Estigarribia, siendo entonces Higinio Morínigo presidente de la República del Paraguay.

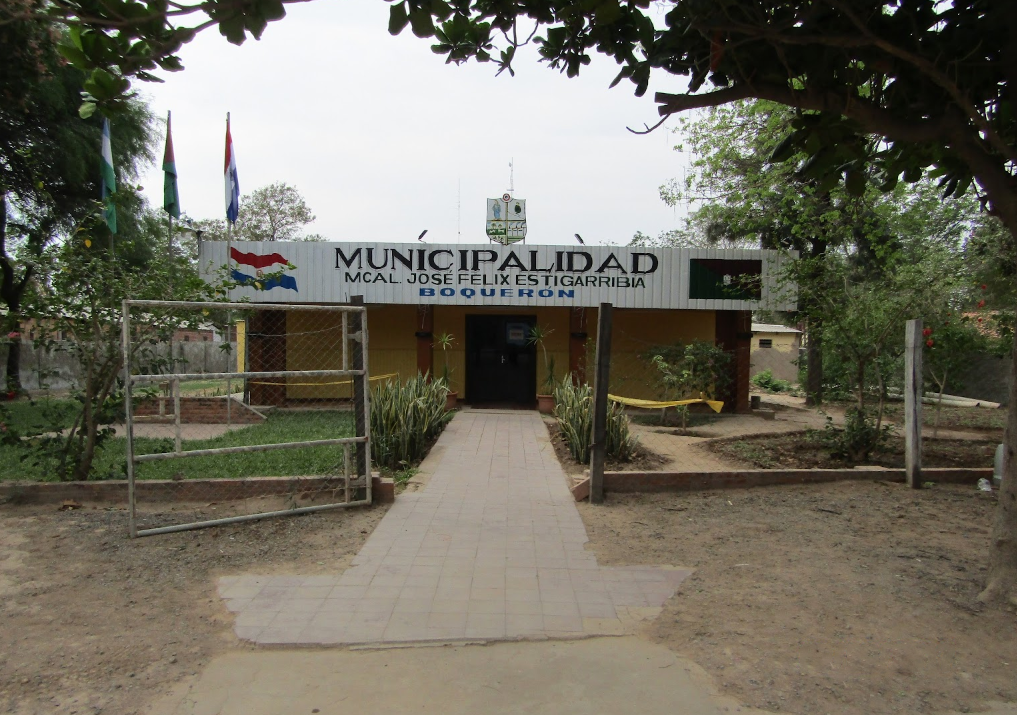
Municipalidad de Mariscal Estigarribia.

El municipio de Mariscal Estigarribia tuvo una extensión de 91 669 km² desde su fundación hasta la creación de dos nuevos distritos: Filadelfia y Loma Plata, que se desmembraron en el año 2006; no obstante sigue siendo el más extenso del país con 76 003 km² de extensión.
Si bien la ciudad de Mariscal Estigarribia fue creada por decreto en el año 1944, recién a principios de la década de 1980 comenzaron los primeros trabajos de mensura y delineamiento a partir de un plan maestro que permitiría la presencia de nuevos pobladores especialmente civiles para el crecimiento poblacional. Hasta ese entonces aún no estaba desafectado ningún terreno y los únicos pobladores fueron los militares y los nativos afincados en la comunidad de Santa Teresita.
Actualmente, la población concentrada en el casco urbano es de es de aproximadamente 2.500 habitantes[cita requerida] que viven en su gran mayoría gracias a las instituciones del Estado, como el Tercer Cuerpo de Ejército, la Sexta División de Infantería, el Hospital Regional, la Municipalidad local, entre otras, que dan fuente de trabajo a más de 60% de su población.
El aniversario de la ciudad comenzó a festejarse recién a partir del año 1998, cuando el encargado del Departamento de Cultura de la Municipalidad, encontró los documentos de la creación del Municipio. 
El Rally del Chaco, la carrera de automovilismo más importante del país, se disputa actualmente en los alrededores de Mariscal Estigarribia.

## Geografía
Se ubica pleno centro del Chaco Paraguayo, en el cruce de las rutas PY09, PY15 y D024. Al noroeste limita con La Patria, al norte con Fortín Teniente Américo Picco, al noreste con Fortín Carlos Antonio López, al este con Fortín Teniente Montania, al sureste con Filadelfia, al sur con Boquerón (Ex Neuland), al suroeste con Fortín Capitán Joel Estigarribia y al oeste con Rosaleda, respectivamente.
| Noroeste: La Patria                 | Norte: Fortín Teniente Américo Picco | Nordeste: Fortín Carlos Antonio López |
| Oeste: Rosaleda                     |                                      | Este: Teniente Montania               |
| Suroeste: Capitán Joel Estigarribia | Sur: Boquerón (Ex Neuland)           | Sureste: Filadelfia                   |

## Clima
El clima de Mariscal Estigarribia es subtropical continental, un subtipo del clima subtropical que se caracteriza por presentar temperaturas altas aún en invierno, pero, a diferencia del clima tropical, sufre de suaves heladas invernales. La temperatura media es de 24 °C. El clima de Mariscal Estigarribia, también puede ser clasificado como clima semiárido cálido (BSh), de acuerdo con la clasificación climática de Köppen.
Este municipio es uno de los más calurosos del hemisferio sur, considerado como el "Polo del calor de Sudamérica". A pesar del pesado calor reinante en todo el año, en el invierno las mínimas pueden alcanzar valores hasta 0 °C una o dos veces al año. El promedio de precipitaciones anual es baja, alcanzando 800 mm aproximadamente. Las pocas lluvias que se dan a lo largo del año son en forma de tormentas. A diario, el ambiente es muy caliente, ventoso del norte, muy polvoriento y seco.
El verano es muy caluroso, con un promedio de 29 °C. Los inviernos son templados, con una temperatura promedio de julio de 19 °C. Raramente se dan temperaturas inferiores a 0 °C o superiores a 43 °C. La temperatura mínima de 34,0 °C registrada el 13 de noviembre de 2023 en Mariscal José Félix Estigarribia, es considerado la temperatura mínima más alta registrada en América del Sur.
Los días cubiertos son más frecuentes en invierno, pero cuando más llueve es en verano, época en que se desarrollan tormentas a veces muy intensas, por lo que grandes cantidades de agua caen en poco tiempo. En invierno llueve poco o nada, generalmente cuando llueve es en forma de llovizna muy débil. 
| Parámetros climáticos promedio de Mcal. Estigarribia, Boquerón (Chaco)    | Parámetros climáticos promedio de Mcal. Estigarribia, Boquerón (Chaco) | Parámetros climáticos promedio de Mcal. Estigarribia, Boquerón (Chaco) | Parámetros climáticos promedio de Mcal. Estigarribia, Boquerón (Chaco) | Parámetros climáticos promedio de Mcal. Estigarribia, Boquerón (Chaco) | Parámetros climáticos promedio de Mcal. Estigarribia, Boquerón (Chaco) | Parámetros climáticos promedio de Mcal. Estigarribia, Boquerón (Chaco) | Parámetros climáticos promedio de Mcal. Estigarribia, Boquerón (Chaco) | Parámetros climáticos promedio de Mcal. Estigarribia, Boquerón (Chaco) | Parámetros climáticos promedio de Mcal. Estigarribia, Boquerón (Chaco) | Parámetros climáticos promedio de Mcal. Estigarribia, Boquerón (Chaco) | Parámetros climáticos promedio de Mcal. Estigarribia, Boquerón (Chaco) | Parámetros climáticos promedio de Mcal. Estigarribia, Boquerón (Chaco) | Parámetros climáticos promedio de Mcal. Estigarribia, Boquerón (Chaco) |
| Mes                                                                       | Ene.                                                                   | Feb.                                                                   | Mar.                                                                   | Abr.                                                                   | May.                                                                   | Jun.                                                                   | Jul.                                                                   | Ago.                                                                   | Sep.                                                                   | Oct.                                                                   | Nov.                                                                   | Dic.                                                                   | Anual                                                                  |
| ------------------------------------------------------------------------- | ---------------------------------------------------------------------- | ---------------------------------------------------------------------- | ---------------------------------------------------------------------- | ---------------------------------------------------------------------- | ---------------------------------------------------------------------- | ---------------------------------------------------------------------- | ---------------------------------------------------------------------- | ---------------------------------------------------------------------- | ---------------------------------------------------------------------- | ---------------------------------------------------------------------- | ---------------------------------------------------------------------- | ---------------------------------------------------------------------- | ---------------------------------------------------------------------- |
| Temp. máx. abs. (°C)                                                      | 46.4                                                                   | 44.2                                                                   | 43.8                                                                   | 43.0                                                                   | 41.8                                                                   | 37.4                                                                   | 38.8                                                                   | 40.6                                                                   | 43.4                                                                   | 44.6                                                                   | 44.2                                                                   | 44.6                                                                   | 46.4                                                                   |
| Temp. máx. media (°C)                                                     | 35.4                                                                   | 34.5                                                                   | 33.4                                                                   | 30.2                                                                   | 27.1                                                                   | 25.3                                                                   | 26.4                                                                   | 28.7                                                                   | 31.2                                                                   | 34.0                                                                   | 34.4                                                                   | 35.1                                                                   | 31.3                                                                   |
| Temp. media (°C)                                                          | 29.2                                                                   | 28.3                                                                   | 27.5                                                                   | 24.4                                                                   | 21.5                                                                   | 19.5                                                                   | 19.5                                                                   | 21.5                                                                   | 24.0                                                                   | 27.0                                                                   | 27.7                                                                   | 28.8                                                                   | 25.0                                                                   |
| Temp. mín. media (°C)                                                     | 22.9                                                                   | 22.1                                                                   | 21.5                                                                   | 18.5                                                                   | 15.9                                                                   | 13.7                                                                   | 12.6                                                                   | 14.2                                                                   | 16.6                                                                   | 19.9                                                                   | 21.0                                                                   | 22.4                                                                   | 18.4                                                                   |
| Temp. mín. abs. (°C)                                                      | 13.0                                                                   | 10.6                                                                   | 9.2                                                                    | 6.0                                                                    | -0.5                                                                   | -2.6                                                                   | -5.1                                                                   | -2.0                                                                   | 3.4                                                                    | 8.6                                                                    | 10.2                                                                   | 12.4                                                                   | -5.1                                                                   |
| Precipitación total (mm)                                                  | 129                                                                    | 96                                                                     | 140                                                                    | 76                                                                     | 38                                                                     | 26                                                                     | 9                                                                      | 17                                                                     | 20                                                                     | 56                                                                     | 96                                                                     | 120                                                                    | 823                                                                    |
| Días de lluvias (≥ 1 mm)                                                  | 8                                                                      | 6                                                                      | 8                                                                      | 6                                                                      | 5                                                                      | 3                                                                      | 2                                                                      | 2                                                                      | 3                                                                      | 5                                                                      | 7                                                                      | 7                                                                      | 62                                                                     |
| Fuente: Dirección Nacional de Meteorología e Hidrología (1971-2000), NOAA |                                                                        |                                                                        |                                                                        |                                                                        |                                                                        |                                                                        |                                                                        |                                                                        |                                                                        |                                                                        |                                                                        |                                                                        |                                                                        |

## Demografía
La ciudad-municipio tiene un ritmo de crecimiento muy lento, debido a las duras condiciones de vida (árido y caluroso, además de contar con pocos servicios). Actualmente cuenta con unos 13.174 habitantes según el censo paraguayo de 2022.  
Aparte del principal centro urbano ubicado sobre la ruta PY09, se pueden encontrar algunos pequeños núcleos urbanos como: 
- Mayor Infante Rivarola (Paso fronterizo con Bolivia)

- Pozo Hondo (Paso fronterizo con Argentina)
- La Patria (Cruce a frontera con Bolivia)

- Doctor Pedro Pablo Peña (Comunidad Indígena San Agustín)

- Fortín Teniente Agripino Enciso (Ex Siracua)

- Fortín Nueva Asunción (Comunidad Indígena Pykasú)

- Comunidad Indígena Ñu Guazú
- Fortín General Eugenio Garay (Ex Yrendagüé)
- Fortín Sargento Estanislao Rodríguez (Ex Villazón)

## Turismo
El turismo en este distrito aún es escaso y se encuentra en desarrollo, pero algunos sitios de interés (ordenados por su cercanía al centro urbano) son:
- Iglesia San Miguel: construida en 1956, es propiedad del Vicariato Apostólico del Pilcomayo, cuenta con una arquitectura de ladrillos muy llamativa de mediados del siglo XX.Iglesia San Miguel.

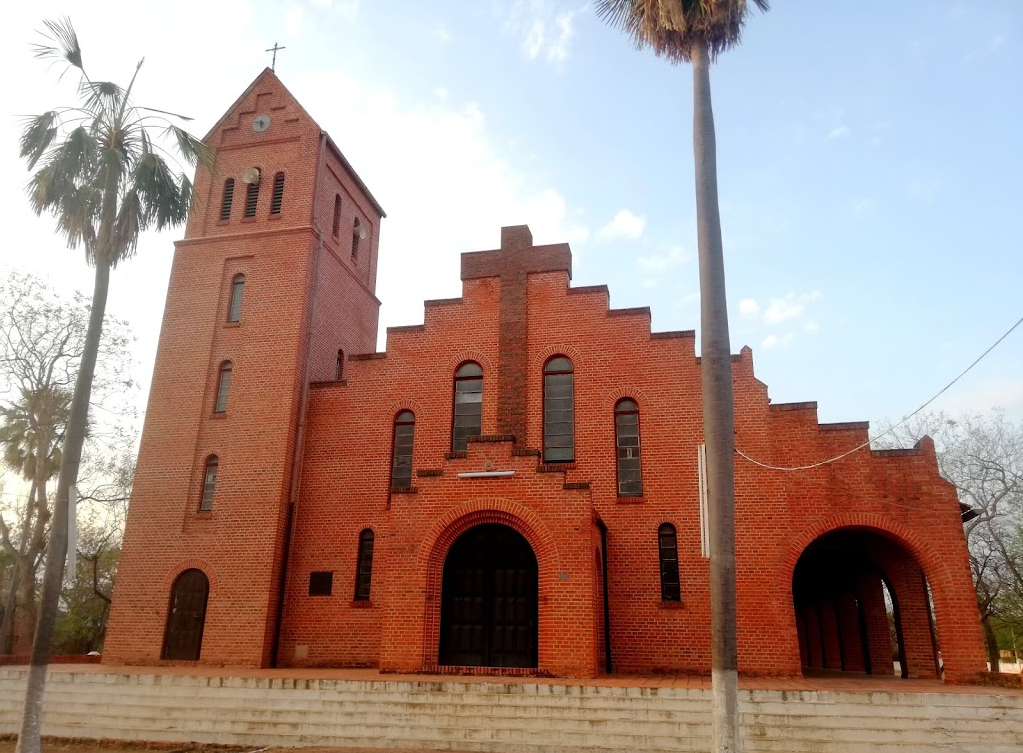
Iglesia San Miguel.

- Catedral de Santa María: construida en 1984, es una iglesia católica hecha de ladrillos y piedras con una arquitectura sencilla, pero a la vez moderna.Catedral de Santa María.

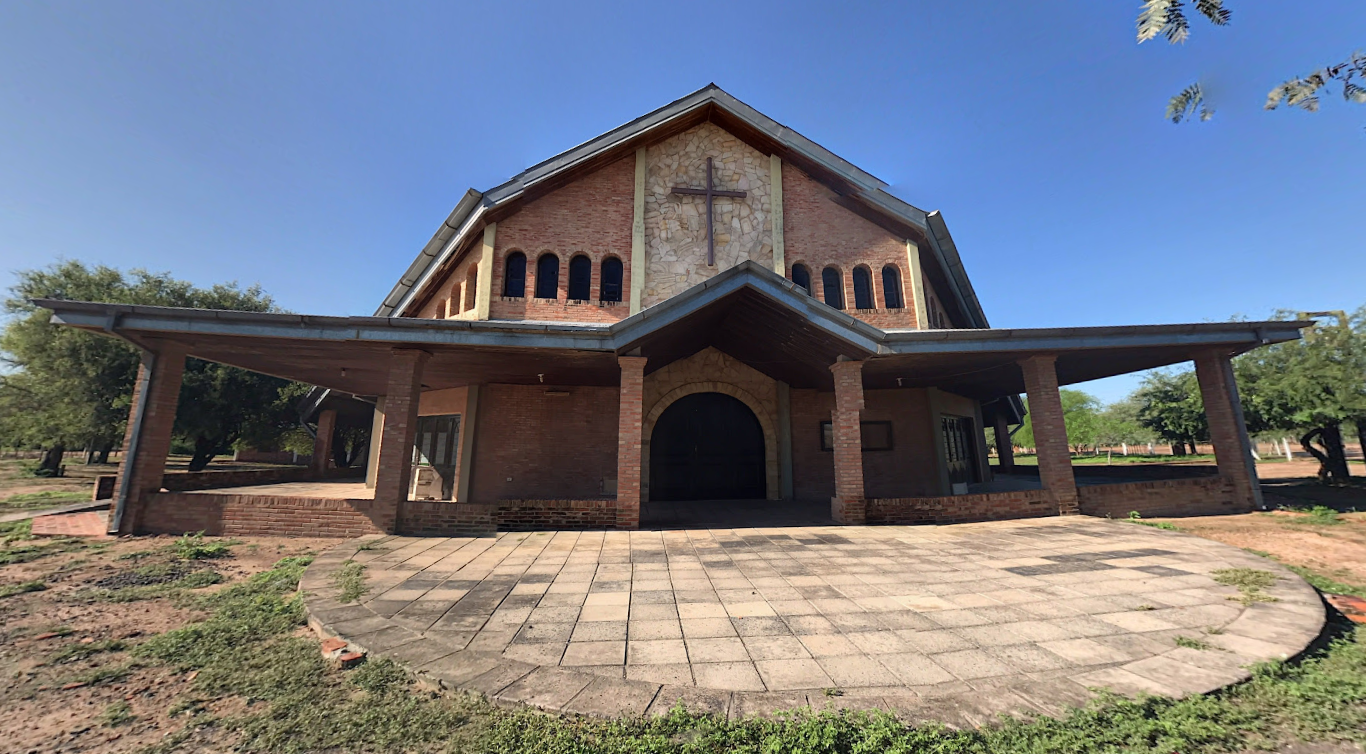
Catedral de Santa María.

- Comunidad Indígena Santa Teresita: para conocer más la cultura, artesanías y estilo de vida de la etnia guaraní occidental, los habitantes originarios de esta zona del Chaco.
- Plaza San Juan: plaza principal del centro de la ciudad.Plaza San Juan.

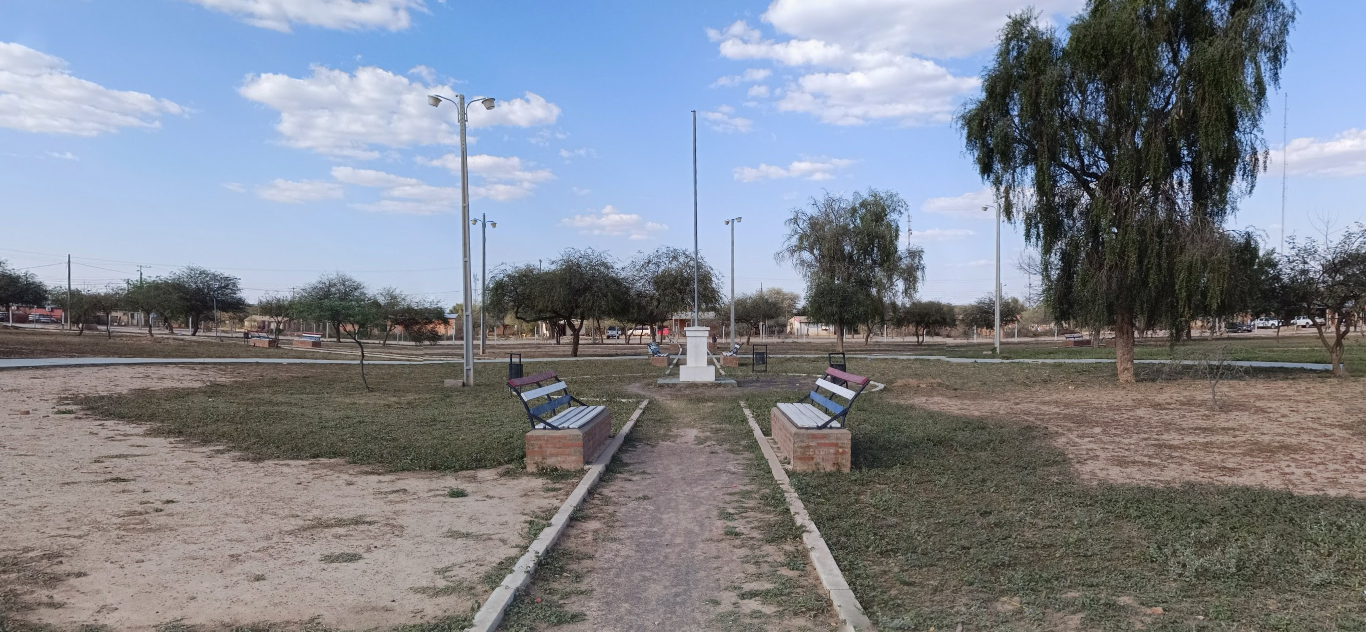
Plaza San Juan.

Estadio Infierno Verde.

- Estadio Infierno Verde.Estadio Infierno Verde: cancha de fútbol ecológica en medio del bosque, ubicado al este de la ciudad cerca de la Plaza San Juan y la Terminal de ómnibus.[18][19][20]
- Parque Motor de Mariscal Estigarribia: circuito de tierra donde se pueden practicar actividades como motocross o carreras de rally.
- Escuela Agrícola de Mariscal Estigarribia: centro educativo más importante de la ciudad donde estudiantes de todo el país vienen a aprender nuevas técnicas y métodos para desarrollarse en la industria agropecuaria, en él se pueden observar cultivos, animales de granja, maquinaria y todo lo relacionado con el ámbito rural.[21]

### Hospedajes
- Hotel Aeropuerto: principal hotel de la ciudad, se encuentra al lado mismo del aeropuerto Dr. Luis María Argaña, el cual posee una pista de aterrizaje de 3.600 metros de longitud, siendo la más larga del país.
- Hotel La Estancia: importante hotel y restaurante de la ciudad que cuenta con una temática de estancia.
- Otto Hotel & Suites: el hotel más moderno y confortable de la ciudad, cuenta con todas las comodidades necesarias, ideal para reuniones de negocios o largas estadías en la zona.
- Hotel Campo'i: granja ecológica a las afueras de la ciudad que cuenta con alojamiento de lujo, piscina, jardines decorados, animales y mucha naturaleza.
- También existen hospedajes más económicos como el Hotel Tio Moli, el Parador Lucho, entre otros.

### Lugares históricos y naturales más alejados del centro urbano
- Parque Nacional Teniente Agripino Enciso: reserva natural donde se puede observar mucha fauna y naturaleza salvaje del Chaco.
- Parque Nacional Médanos del Chaco: parque natural que cuenta con un suelo compuesto de médanos (dunas de arena).
- Reserva Natural Cañada El Carmen: lugar donde ocurrió la batalla de El Carmen de 1934.

- Fortín Carlos Antonio López: donde empezó la Guerra del Chaco con el incidente de la Laguna Pitiantuta.
- Fortín Toledo: lugar de la batalla de Toledo de 1933.
- Río Pilcomayo en Pozo Hondo: lugar ideal para pescar y acampar (triple frontera entre Paraguay, Bolivia y Argentina).